# Matech Concepts

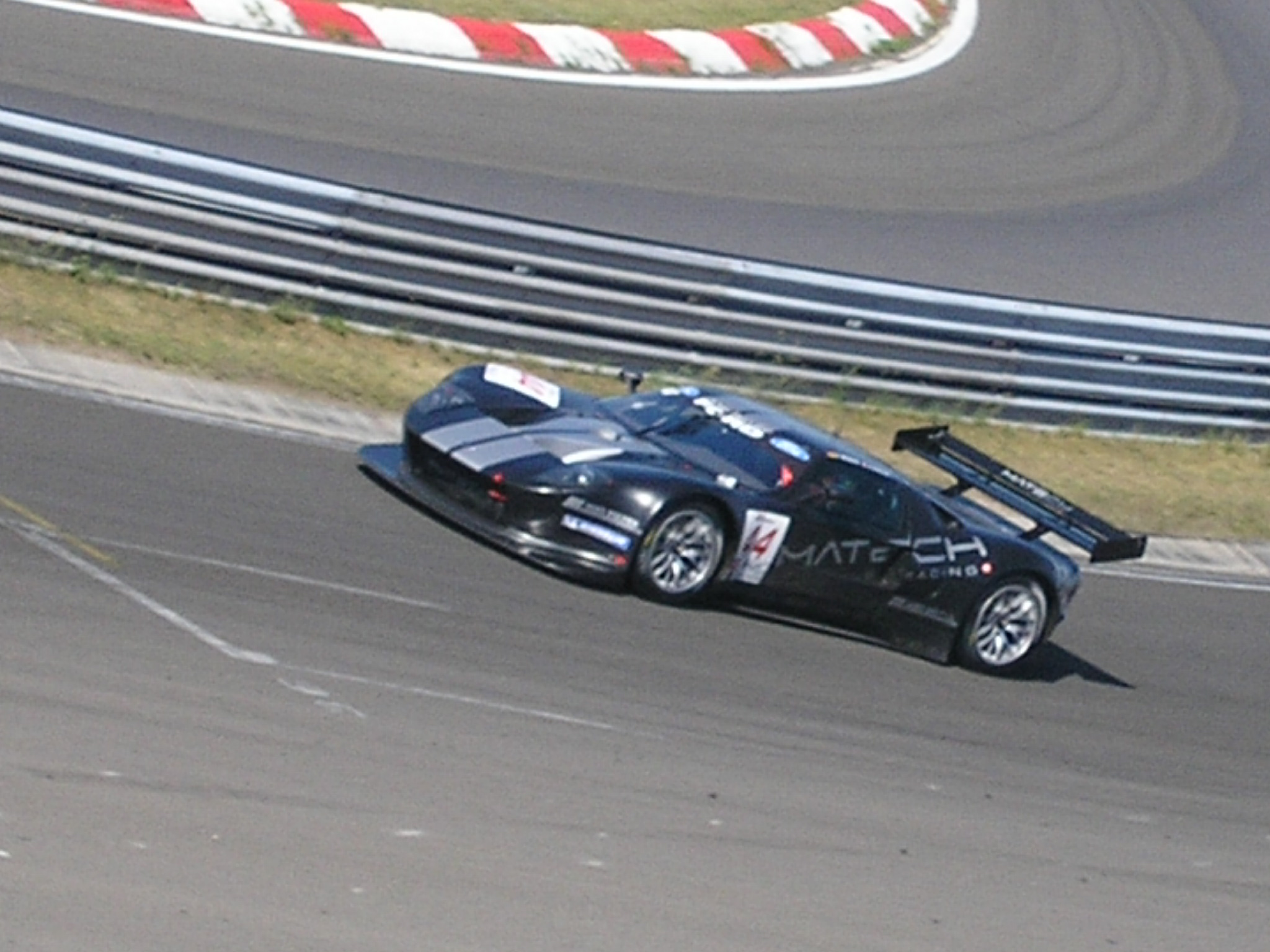
Der Ford GT der Gruppe GT1 auf dem Hungaroring 2009

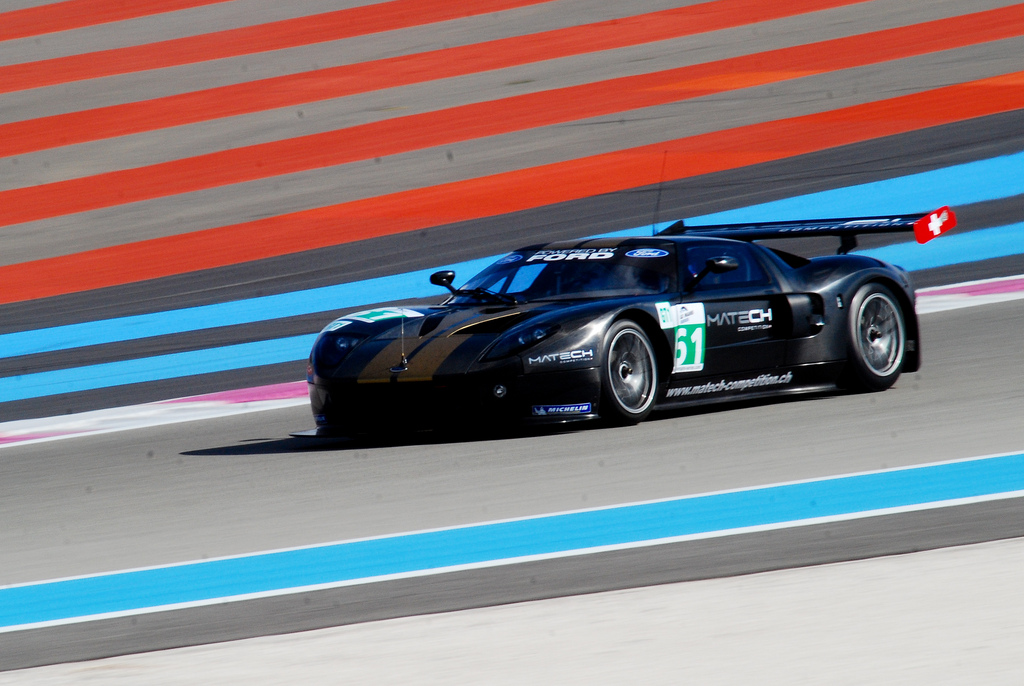
Ein Ford GT von Matech Competition bei Testfahrten auf dem Circuit Paul Ricard 2010

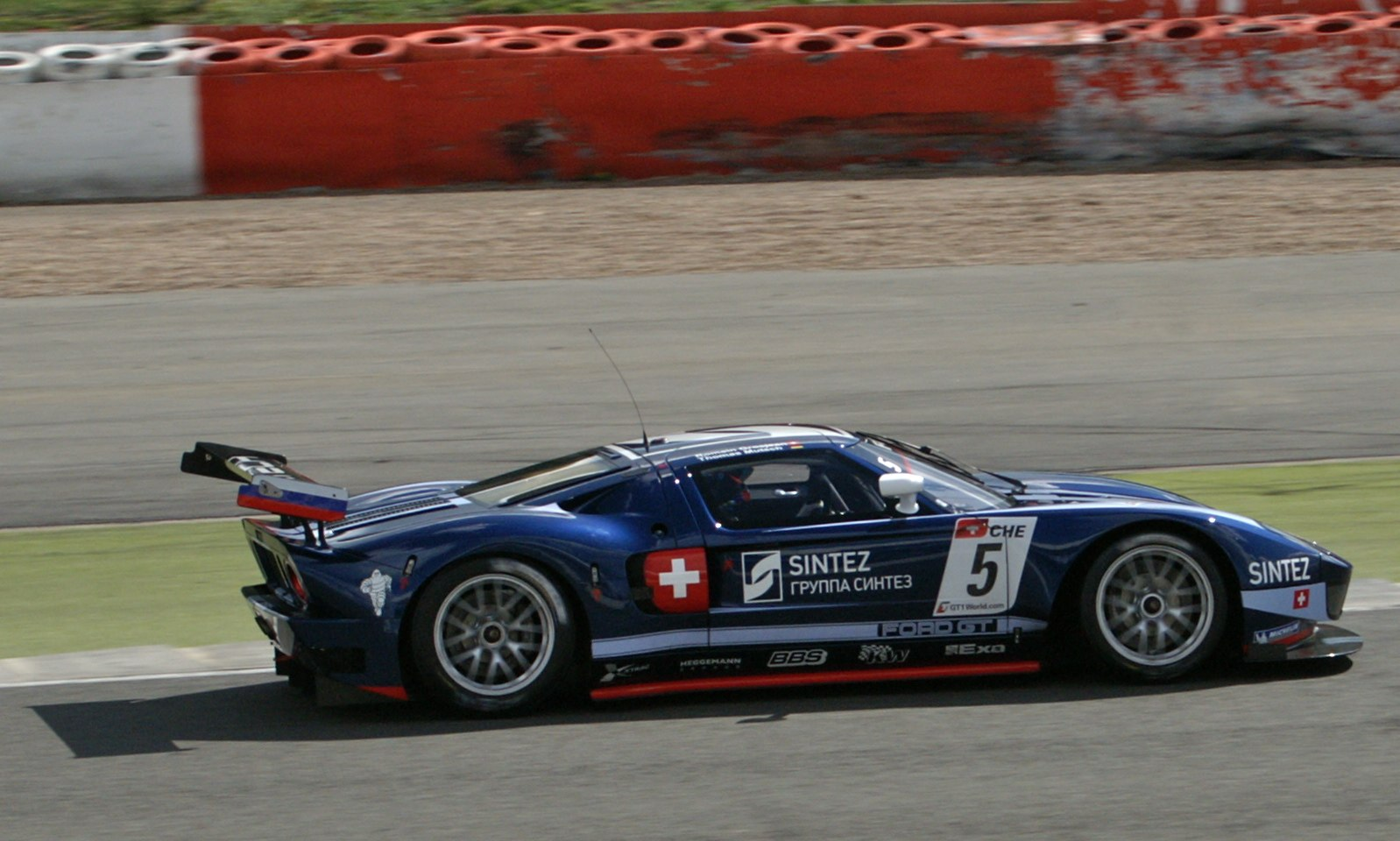
Ford GT von Romain Grosjean und Thomas Mutsch in Silverstone 2010

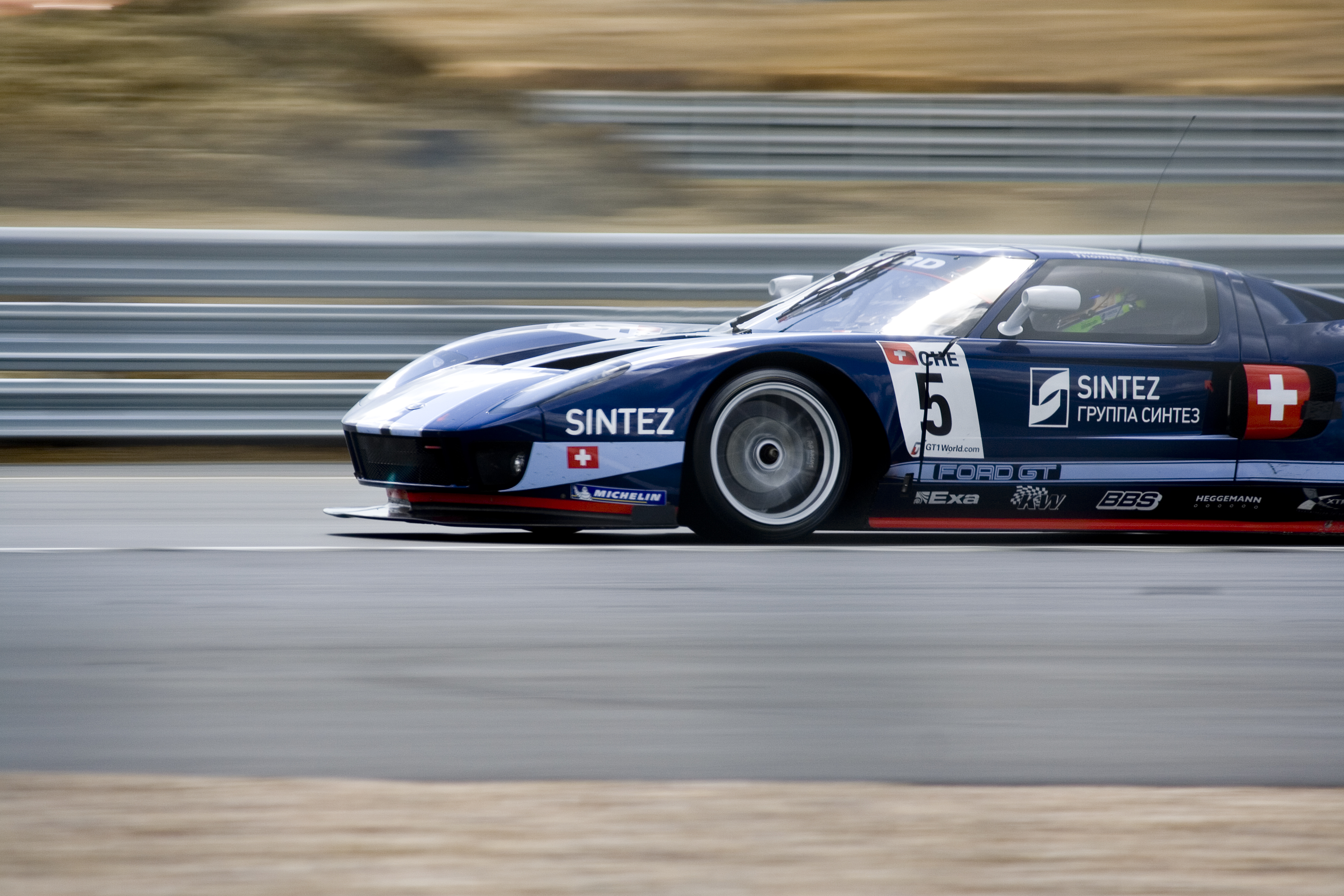
Der Ford GT von Matech Competition in der FIA-GT1-Weltmeisterschaft 2010

Matech Concepts war ein 2006 gegründetes Schweizer Automobilsport-Unternehmen, das ausschließlich Rennfahrzeuge der Marke Ford entwickelte. Unter verschiedenen Namen setzte Matech auch selbst Gran-Turismo-Fahrzeuge in unterschiedlichen Meisterschaften ein.

## Historie

### Entwicklung
Matech Concepts wurde im Jahr 2006 von Martin Bartek gegründet. Der Sitz der Firma war Genf, während die Fahrzeuge in einer Werkstatt in Mayen aufgebaut wurden.  Ab dem Jahr 2007 wurde die GT3-Version des Supersportwagens Ford GT gebaut und eingesetzt. Nach dem Reglement der Gruppe GT1 entwickelte Matech ab 2009 ebenfalls eine Rennversion des Ford GT. Bei der Entwicklung der Rennversionen des Ford GT wurde Matech von Ford unterstützt und stattete die Wagen mit Motoren aus, die von Ford-Partner Roush Yates geliefert wurden.
Zusätzlich war Matech der offizielle Händler für den von Multimatic Motorsports produzierten Ford Mustang FR500 der Gruppe GT3. Eine geplante Rennversion des Ford GT nach technischem Reglement der Kategorie LM GTE wurde zwar angekündigt, aber nicht umgesetzt.
Nach dem Tod von Bartek beendete Matech seine Aktivitäten. Durch die unklare Lage des Unternehmens kam es zu Lieferschwierigkeiten von Ersatzteilen. Die deutsche Firma Lambda Performance übernahm die Weiterentwicklung und Ersatzteilversorgung der GT3-Version des Ford GT.

### Motorsporthistorie
Von 2007 bis einschließlich 2009 setzte Matech die selbst entwickelten Ford GT in der FIA-GT3-Europameisterschaft an. Nach dem Debütjahr als Matech Racing mit bis zu drei Fahrzeugen, gewann das Team 2008 als Matech GT Racing den Mannschaftstitel der Europameisterschaft und wurde mit Thomas Mutsch und Ian Khan Dritter der Fahrerwertung. 2009 wurde der neu entwickelte Ford GT in der FIA-GT-Meisterschaft verwendet, um das Fahrzeug für das kommende Jahr im Renneinsatz zu erproben.
Mit der Einführung des modifizierten Reglements der Gruppe GT1 im Jahr 2010 nahm
Matech Competition mit zwei Ford GT an der neu ausgeschriebenen FIA-GT1-Weltmeisterschaft teil. Der ehemalige Formel-1-Pilot Enrique Bernoldi wurde zunächst als Fahrer vorgestellt, wechselte aber noch vor dem ersten Rennen zu Vitaphone Racing. Matech startete daraufhin mit den Fahrerpaarungen Thomas Mutsch und Romain Grosjean sowie Natacha Gachnang und Cyndie Allemann in die Saison. Nach einem schweren Unfall von Gachnang bei der Qualifikation für das Rennen in Abu Dhabi wurde der zweite Wagen erst wieder bei der übernächsten Veranstaltung eingesetzt. In den folgenden Rennen teilten sich unterschiedliche Piloten das Cockpit dieses Ford GT. Mutsch wurde Vizeweltmeister, nachdem Grosjean zur Saisonmitte das Team verlassen hatte und seiner statt Richard Westbrook verpflichtet wurde. Matech Competition erreichte den fünften Platz der Teamwertung.
Beim 24-Stunden-Rennen von Le Mans im gleichen Jahr konnte Matech Competition mit zwei Ford GT antreten – darunter ein reines Damenteam mit Natacha Gachnang, Cyndie Allemann und Rahel Frey. Beide Ford GT beendeten das Rennen nicht.
Im Jahr 2011 unternahm Matech Competition keine Rennaktivitäten und verkaufte die GT1-Versionen des Ford GT an Belgian Racing bzw. Marc van der Straten, dessen Marc VDS Racing Team bereits 2010 zwei Ford GT in der FIA-GT1-Weltmeisterschaft eingesetzt hatte.

## Ergebnisse

### FIA-GT1-Weltmeisterschaft
| 2010 | Matech Competition | Ford | 5 | 2   | 1   | 21 | Ret | 6  | 1  | 7  | 7   | 6  | 3  | 6 | 13 | 5  | 2  | 10 | Ret | Ret | 14 | 2  | 2 | 135 | 5 |
| 2010 | Matech Competition | Ford | 6 | DNS | DNS |    |     | 22 | 18 | 18 | Ret | 20 | 14 | 8 | 16 | 20 | 12 | 4  | 7   | 7   | 8  | 17 | 8 | 135 | 5 |

| Legende  | Legende            | Legende                                                          |
| Farbe    | Abkürzung          | Bedeutung                                                        |
| -------- | ------------------ | ---------------------------------------------------------------- |
| Gold     | –                  | Sieg                                                             |
| Silber   | –                  | 2. Platz                                                         |
| Bronze   | –                  | 3. Platz                                                         |
| Grün     | –                  | Platzierung in den Punkten                                       |
| Blau     | –                  | Klassifiziert außerhalb der Punkteränge                          |
| Violett  | DNF                | Rennen nicht beendet (did not finish)                            |
| Violett  | NC                 | nicht klassifiziert (not classified)                             |
| Rot      | DNQ                | nicht qualifiziert (did not qualify)                             |
| Rot      | DNPQ               | in Vorqualifikation gescheitert (did not pre-qualify)            |
| Schwarz  | DSQ                | disqualifiziert (disqualified)                                   |
| Weiß     | DNS                | nicht am Start (did not start)                                   |
| Weiß     | WD                 | zurückgezogen (withdrawn)                                        |
| Hellblau | PO                 | nur am Training teilgenommen (practiced only)                    |
| Hellblau | TD                 | Freitags-Testfahrer (test driver)                                |
| ohne     | DNP                | nicht am Training teilgenommen (did not practice)                |
| ohne     | INJ                | verletzt oder krank (injured)                                    |
| ohne     | EX                 | ausgeschlossen (excluded)                                        |
| ohne     | DNA                | nicht erschienen (did not arrive)                                |
| ohne     | C                  | Rennen abgesagt (cancelled)                                      |
| ohne     | keine WM-Teilnahme |                                                                  |
| sonstige | P/fett             | Pole-Position                                                    |
| sonstige | 1/2/3/4/5/6/7/8    | Punktplatzierung im Sprint-/Qualifikationsrennen                 |
| sonstige | SR/kursiv          | Schnellste Rennrunde                                             |
| sonstige | *                  | nicht im Ziel, aufgrund der zurückgelegten Distanz aber gewertet |
| sonstige | ()                 | Streichresultate                                                 |
| sonstige | unterstrichen      | Führender in der Gesamtwertung                                   |